# Lycopodiella

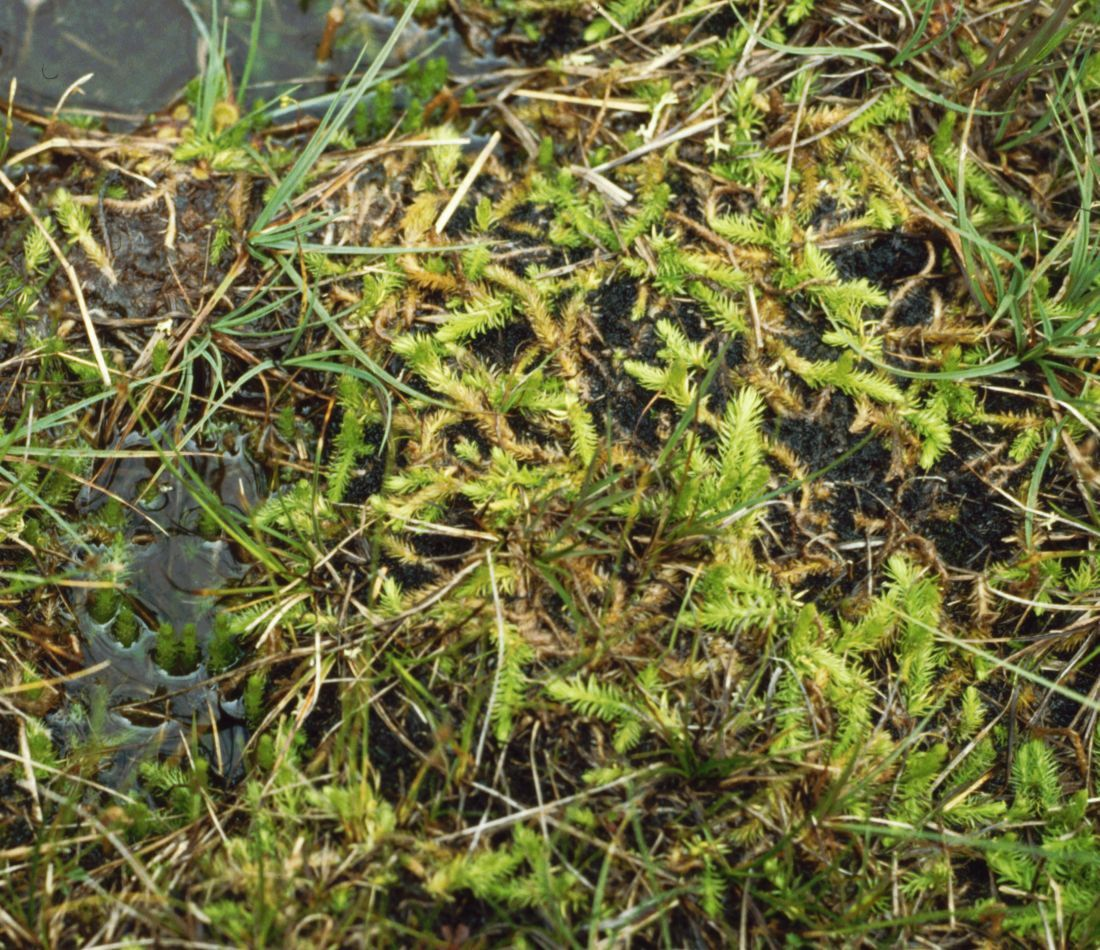
Hábito de Lycopodiella inundata.

Lycopodiella é um género da família Lycopodiaceae que agrupa 38 espécies validamente descritas geralmente conhecidas pelo nome comum de licopódios. O género tem distribuição natural do tipo cosmopolita com centros de diversidade na região neotropical e na Nova Guiné ocorrendo frequentemente em habitats pantanosos ou de solos permanentemente encharcados..

## Descrição
Os membros do género Lycopodiella são pequenas plantas herbáceas, que produzem esporófitos com longos ramos de crescimento indeterminado, geralmente escandentes ou formando arcos que desenvolvem raízes em longos intervalos e ocasionalmente se ramificam horizontalmente, formando sistemas de râmulos horizontais que geralmente apresentam em cada arco um ramo principal do tipo dendroide, erecto, que emerge da face dorsal da zona central do arco. O ramo principal apresenta um conjunto de râmulos flabelados, de arranjo subdecussado, esparramados a pendentes, que por sua vez podem terminar em estróbilos sésseis, recurvados a pendentes. Os filídios e a superfície do caule está geralmente recoberta por tricomas.
Os esporângios ocorrem em pequenas cavidades formadas pelo córtex do estróbilo e pelas membranas basais coalescentes de esporófilos adjacentes subglobulares e anisovalvados. As células da epiderme do esporângio apresentam espessamentos nodulares nas paredes laterais, lignificados.

## Espécies
O género foi frequentemente considerado como parte de um género Lycopodium com circunscrição taxonómica mais alargada do que a presentemente em uso. Na sua presente delimitação, o género Lycopodiella inclui as seguintes espécies extantes:
- Lycopodiella affinis (África, sul da Ásia)
- Lycopodiella alopecuroides (América do Norte e América do Sul)
- Lycopodiella appressa (leste da América do Norte, Cuba)
- Lycopodiella bradei (Brasil)
- Lycopodiella brevibracteata (Nova Guiné)
- Lycopodiella brevipedunculata (Nova Guiné)
- Lycopodiella camporum (norte da América do Sul)
- Lycopodiella carnosa (Brasil)
- Lycopodiella caroliniana (norte da Amarica do Sul, América Central, sueste da América do Norte, centro e sul da África)
- Lycopodiella cernua (cosmopolita nas regiões tropicais e subtropicais)
- Lycopodiella contexta (centro da América do Sul)
- Lycopodiella descendens (centro-oeste da América do Sul (Equador, Peru))
- Lycopodiella diffusa (Tasmânia, Nova Zelândia)
- Lycopodiella ericina (Nova Guiné)
- Lycopodiella geometra (Brasil (Minas Gerais))
- Lycopodiella glaucescens (noroeste da América do Sul, América Central)
- Lycopodiella hainanense (sul da China (Guangdong, Hainan))
- Lycopodiella hydrophylla (Nova Guiné)
- Lycopodiella inundata (região circumpolar temperada do Hemisfério Norte)
- Lycopodiella iuliformis (nordeste da América do Sul)
- Lycopodiella lateralis (leste da Austrália, Nova Zelândia)
- Lycopodiella lehmannii (América do Sul (Colômbia))
- Lycopodiella limosa (norte de Queensland)
- Lycopodiella margueritae (Michigan)
- Lycopodiella mariana (Filipinas)
- Lycopodiella pendulina (norte da América do Sul, América Central)
- Lycopodiella prostrata (sueste dos Estados Unidos)
- Lycopodiella pungens (Bornéu, Sumbawa)
- Lycopodiella raiateense (Arquipélago da Sociedade)
- Lycopodiella riofrioi (norte da América do Sul, América Central)
- Lycopodiella salakensis (Java)
- Lycopodiella serpentina (Austrália, Nova Caledónia, Nova Zelândia)
- Lycopodiella steyermarkii (norte da América do Sul, América Central)
- Lycopodiella subappressa (Michigan)
- Lycopodiella suffruticosa (Nova Guiné)
- Lycopodiella tomentosa (Nova Guiné)
- Lycopodiella torta (Martinique)
- Lycopodiella trianae (Colômbia, Equador)